# Cape Coast
Cape Coast (Kustkaap) is de hoofdstad van de regio Central en het Cape Coast Municipal District van Ghana. De stad ligt aan de Golf van Guinee en had 143.044 inwoners op 1 januari 2005. De Ghanese naam van de stad is Oguaa en betekent "markt". In haar stadswapen toont de stad een krab. De huidige gebruikte Engelse naam van de stad is een verbastering van de oorspronkelijke Portugese benaming "Cabo Corso" ("Korte Kaap"). Het merendeel van de bevolking bestaat uit leden van het Fantevolk, waarvan het gelijknamige dialect ook in de stad wordt gesproken.
Bij de stad ligt het monument Cape Coast Castle.

## Geboren
- Rashid Sumaila (18 december 1992), voetballer
- Efua  Sutherrland (27 juni 1924), toneelschrijfster (overleden te Accra op 21 januari 1996)